# Assassin's Creed: Altaïr's Chronicles
Assassin's Creed: Altaïr's Chronicles je akční adventura z roku 2008 vyvinutí společností Gameloft Bucharest a vydaná Ubisoftem.  Jedná se o první spin-off k sérii Assassin's Creed, který zároveň dějově předchází stejnojmenné hře z roku 2007. Příběh tohoto dílu se odehrává v roce 1190 v období třetí křížové výpravy a jeho protagonistou je asasín Altaïr Ibn-La'Ahad. Ten v průběhu hry cestuje do několika měst Středního východu, jako je Týr a Aleppo (nově přidané) a Jeruzalém, Akko a Damašek (z původní hry).
Hra vyšla 5. února 2008 pro ruční konzole Nintendo DS a později pro systémy Android, iOS, webOS, Symbian, Java 2 ME a Windows Phone.

## Děj
Altaïr přijíždí do svého rodného města, které nalézá v ruinách pod útokem Templářů, a tak mu nezbývá nic jiného, než se jim postavit. Brzy na to je však požádán svým mistrem, Al-Mualimem, aby našel Kalich, který dokáže zastavit válku. Kalich je silným nástrojem, který musí být nalezen a zničen jednou pro vždy.